# (703) Ноэми
(703) Ноэми (англ. Noëmi) — астероид главного пояса, который был открыт 3 октября 1910 года австрийским астрономом Иоганном Пализой в Венской обсерватории. Назван в честь Валентины Ноэми фон Ротшильд, по случаю заключения ею брака с бароном Сигизмундом фон Шпрингером (в это время барон Ротшильд преподнёс в дар Венской обсерватории стереокомпаратор).

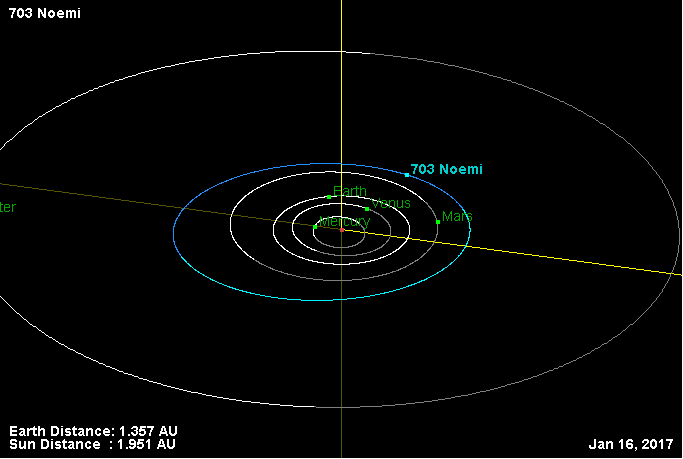
Орбита астероида Ноэми и его положение в Солнечной системе

Тиссеранов параметр относительно Юпитера — 3,672.